# Arcuator dewittei
Arcuator dewittei är en tvåvingeart som beskrevs av Curtis W. Sabrosky 1985. Arcuator dewittei ingår i släktet Arcuator och familjen fritflugor.
Artens utbredningsområde är Kongo. Inga underarter finns listade i Catalogue of Life.